# San Pedro de Ycuamandiyú
San Pedro de Ycuamandiyú è una città del Paraguay, capoluogo del dipartimento di San Pedro. La città dista 330 km dalla capitale del paese, Asunción.

## Popolazione
Al censimento del 2002 la città contava una popolazione urbana di 7.927 abitanti (29.097 nel distretto).

## Origine del nome
In lingua guaraní Ycuamandyyú significa “sorgente di cotone”. È il nome che gli indios avevano dato ad una sorgente d'acqua poco lontana dal luogo in cui la città fu fondata.

## Storia
La fondazione di San Pedro de Ycuamandiyú risale al 16 marzo 1786 ad opera del colonnello Pedro Gracia Lacoisqueta su ordine del governatore Pedro Melo de Portugal, con l'intento di riprendere possesso delle terre a nord del fiume Rio Salado perse in seguito alle incursioni dei portoghesi e degli indios Mbayá. Alla fine della guerra della Triplice Alleanza la città subì un durissimo saccheggio da parte delle truppe brasiliane.

## Edifici storici
La cattedrale di San Pietro Apostolo, sede della diocesi di San Pedro, fu costruita nel 1854 e contiene al suo interno un rilievo raffigurante l'apostolo in legno policromo.